# John Joale Tlhomola
John Joale Tlhomola SCP (* 12. März 1966 in Pulane Ha Mosiuoa, Distrikt Berea, Lesotho) ist Bischof von Mohale’s Hoek.

## Leben
John Joale Tlhomola trat dem Säkularinstitut der Servants of Christ the Priest bei und legte 1989 die zeitliche Profess ab. 1995 legte er die ewige Profess ab. Tlhomola empfing am 28. März 1998 das Sakrament der Priesterweihe.
Am 11. Februar 2014 ernannte ihn Papst Franziskus zum Bischof von Mohale’s Hoek. Die Bischofsweihe spendete ihm sein Amtsvorgänger Sebastian Koto Khoarai OMI am 10. Mai desselben Jahres. Mitkonsekratoren waren der Erzbischof von Pretoria, William Slattery OFM, und der Erzbischof von Maseru, Gerard Tlali Lerotholi OMI.